# Саронска острва
Саронска острва су острвље у западном крају Егејског мора , близу обале грчког копна (Атика, Пелопонез). Ова острва су сва у оквиру државе Грчке и сва су део једног округа, префектуре Пиреј, која припада Периферији Атика.
Ово острвље није бројно - има свега 6 значајнијих острва и то су:
- Саламина
- Егина
- Порос
- Хидра
- Спецес
- Ангистри
- Докос

## Порекло имена
Реч „Саронска“ је настала од назива Саронског залива, који раздваја Атику и Пелопонез са јужне стране и који је залив града Атине. Међутим, Хидра и Спецес се не налазе у заливу, већ су у његовој близини.

## Галерија слика
- Саламина
- Егина
- Порос
- Хидра
- Спецес
- Ангистри